# Synodus

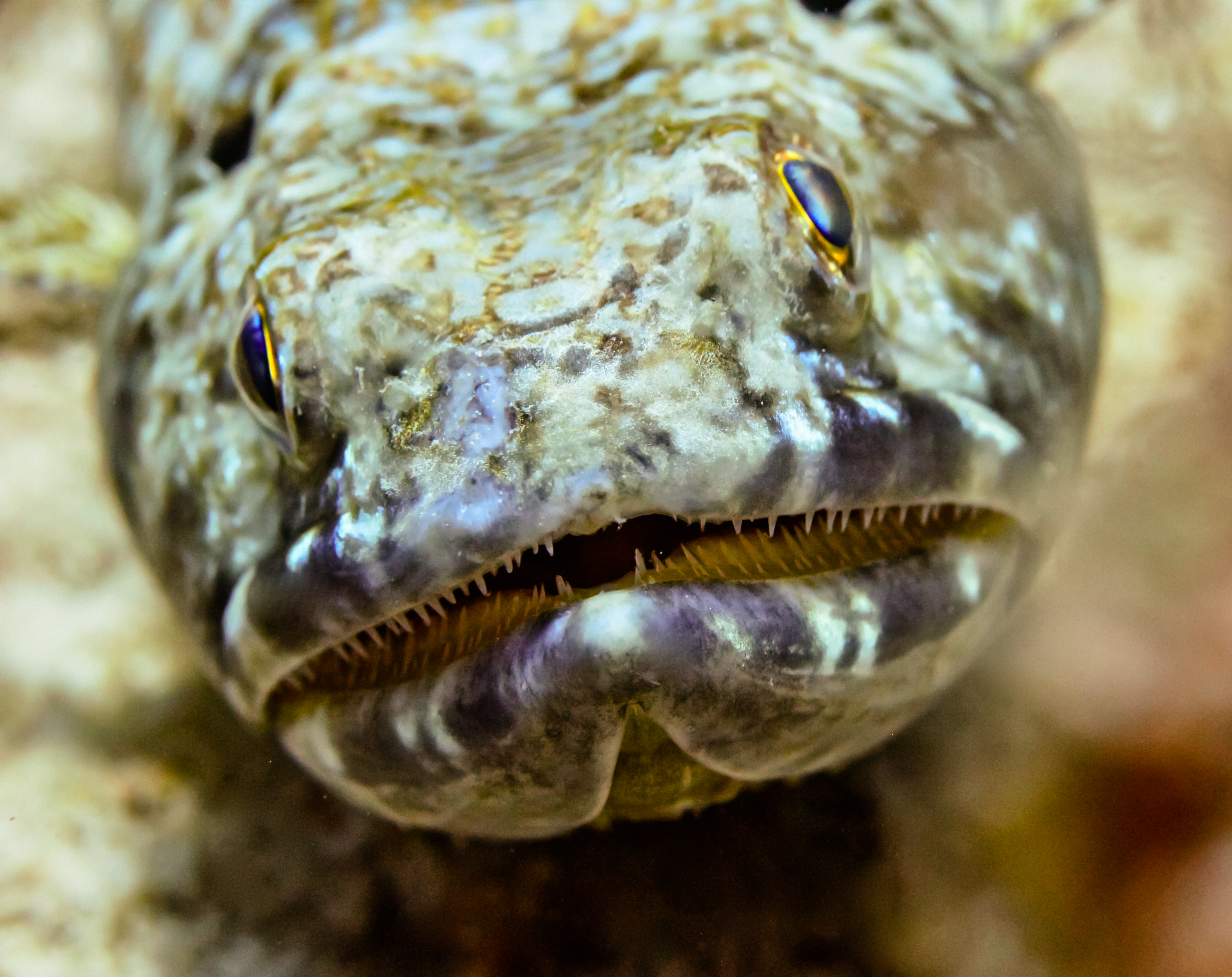
Particolare della bocca e dei denti di Synodus intermedius

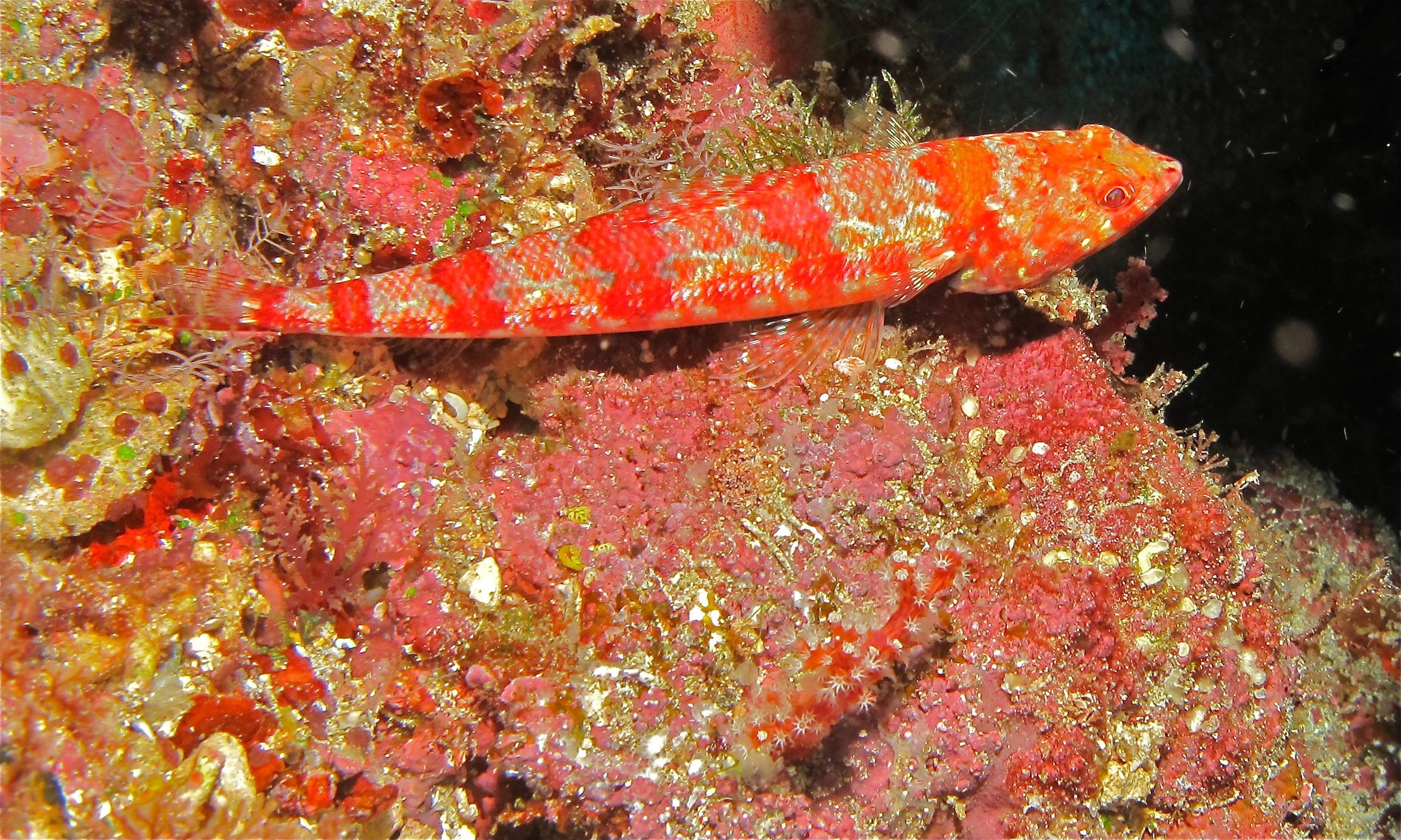
Synodus rubromarmoratus

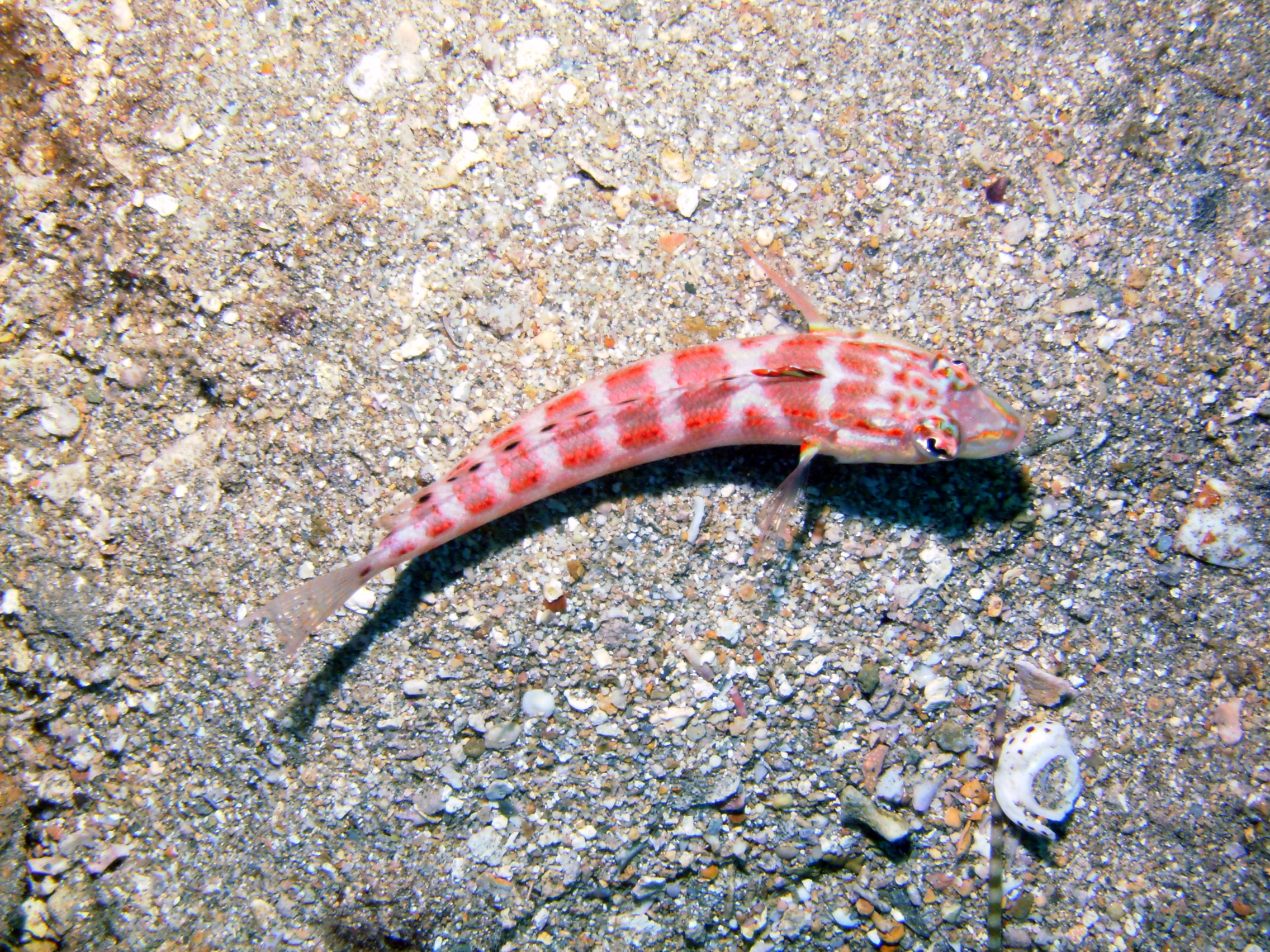
Synodus capricornis

Synodus (Scopoli, 1777) è un genere di pesci ossei marini appartenenti alla famiglia Synodontidae.

## Distribuzione e habitat
Il genere è cosmopolita nei mari tropicali e subtropicali. Nel mar Mediterraneo è presente S. saurus o pesce lucertola.
Vivono in acque poco profonde e in ambienti costieri, soprattutto rocciosi, e molte specie sono legate alle barriere coralline.

## Descrizione
Hanno corpo cilindrico, allungato. La bocca è grande, armata di numerosi denti di varia forma presenti perfino sulla lingua. Gli occhi sono posti all'estremità del muso. La livrea è variegata e mimetica, alcune specie tropicali hanno colori vivaci.
Sono pesci di taglia da piccola a media.

## Biologia

### Alimentazione
Sono predatori che cacciano all'agguato altri pesci.

## Tassonomia
Il genere comprende 47 specie:
- Synodus binotatus
- Synodus bondi
- Synodus capricornis
- Synodus dermatogenys
- Synodus doaki
- Synodus evermanni
- Synodus falcatus
- Synodus fasciapelvicus
- Synodus foetens
- Synodus fuscus
- Synodus gibbsi
- Synodus hoshinonis
- Synodus indicus
- Synodus intermedius
- Synodus isolatus
- Synodus jaculum
- Synodus kaianus
- Synodus lacertinus
- Synodus lobeli
- Synodus lucioceps
- Synodus macrocephalus
- Synodus macrops
- Synodus macrostigmus
- Synodus marchenae
- Synodus mascarensis
- Synodus mundyi
- Synodus nigrotaeniatus
- Synodus oculeus
- Synodus orientalis
- Synodus pacificus
- Synodus poeyi
- Synodus pylei
- Synodus randalli
- Synodus rubromarmoratus
- Synodus sageneus
- Synodus sanguineus
- Synodus saurus
- Synodus scituliceps
- Synodus sechurae
- Synodus similis
- Synodus synodus
- Synodus taiwanensis
- Synodus tectus
- Synodus ulae
- Synodus usitatus
- Synodus variegatus
- Synodus vityazi